# شينغو موراكامي
شينغو موراكامي (باليابانية: 村上信五) هو موسيقي ومغني وممثل ياباني، ولد في 26 يناير 1982 في اليابان.

## وصلات خارجية
- شينغو موراكامي على موقع IMDb (الإنجليزية)
- شينغو موراكامي على موقع ميوزك برينز (الإنجليزية)
- شينغو موراكامي على موقع قاعدة بيانات الفيلم (الإنجليزية)